# Greg Meghoo
Greg Meghoo, född den 11 augusti 1965 i Ewarton, Jamaica, är en jamaicansk friidrottare inom kortdistanslöpning.
Han tog OS-silver på 4 x 100 meter vid friidrottstävlingarna 1984 i Los Angeles. 